# Radbod
Radbod (o Redbad) (m. 719) fue un caudillo pagano de Frisia desde 680 hasta su muerte. Es considerado el último monarca independiente de los frisones antes de ser dominados por el Imperio franco.
Las fuentes históricas no concuerdan acerca de su rango, mientras en algunos textos se lo denomina «rey» (konungr), en otros, de origen franco, es designado como «duque», en este contexto caudillo, de los frisones.

## Reinado
Su predecesor, y probablemente padre, Aldegisel (el equivalente en nórdico antiguo es Aðils) había recibido desde 678 al misionero cristiano Wilfrido de York, quien había iniciado la evangelización del territorio de Frisia;  con ello aceptaba también la influencia del reino de los francos.
En 689, Radbod fue derrotado por Pipino de Heristal en la batalla de Dorestad y obligado a ceder la Frisia occidental (Frisia Citerior, desde Scheldt a Vlie) a los francos. 
Entre 690 y 692, Utrecht cayó en manos de Pipino de Heristal, lo que dio a los francos el control sobre las rutas de comercio del Rin hacia el mar del Norte. Algunas fuentes mencionan que, tras la derrota, Radbod se retiró en 697 a la isla de Heligoland, mientras que otras citan que fue en territorio de los actuales Países Bajos y que se conoce todavía como Frisia. 
En aquel periodo había un arzobispado o diócesis de los frisones fundado por Willibrord, y se concertó un matrimonio entre Grimoaldo el Joven, primogénito de Pipino, y Thiadsvind, hija de Radbod, en 711.
Tras la muerte de Pipino en 714, Radbod tomó de nuevo la iniciativa. En 716 forzó a escapar a Willibrord y sus monjes y llegó hasta Colonia donde derrotó a Carlos Martel, hijo de Pipino, aunque finalmente Carlos sometió a los frisones. Radbod murió en 719, pero la lucha contra el poder de los francos se mantuvo con sus sucesores, en 725, 734 y 736.
Como ejemplo del poder que tenía Radbod hasta el final de sus días, las noticias sobre sus movimientos militares eran suficiente motivo para hacer tambalear a todo el Imperio Franco.

## Religión
Durante el segundo viaje de San Bonifacio a Roma, Wulfram de Sens (o Vulfran), un monje de la Archidiócesis de Sens, intentó convertir a Radbod, pero sin éxito. La leyenda menciona que Radbod llegó casi a bautizarse, pero renunció cuando se le dijo que no encontraría a ninguno de sus ancestros en el Cielo tras su muerte, ya que, según sus propias palabras:

(...) prefiero una eternidad en el Infierno con mis antepasados que en el Cielo con mis enemigos, (refiriéndose sobre todo a los francos).

Willibrord intentó de nuevo enviar una misión con apoyo carolingio a Frisia con el único propósito de evangelizar a los paganos que vivían allí con la esperanza que una vez convertidos al Cristianismo, los francos lograran el control sobre el puerto de Dorestad, un enclave que hasta aquel momento había sido imposible de conquistar.

## Cultura popular
En la ópera Lohengrin de Richard Wagner aparece "Radbod, caudillo de los frisones" como padre de Ortrud. Es posible que Wagner tuviese en el pensamiento a un histórico Radbod, aunque murió 150 años antes de que naciera Enrique I el Pajarero, otro personaje histórico de la obra que no pudo ser contemporáneo.
En la novela de Harry Harrison, El martillo y la cruz («The Hammer and the Cross»), Radbod es el fundador de El Camino («the Way»), un culto pagano organizado, creado para combatir a los misioneros cristianos.